# Hemibagrus maydelli
Hemibagrus maydelli es una especie de pez de la familia Bagridae en el orden de los Siluriformes.

## Morfología
Los machos pueden llegar alcanzar los 165 cm de longitud total.

## Distribución geográfica
Se encuentra al sur de la India.